# Мид, Сид
Сидней Джей Мид, известный как Сид Мид  (англ. Syd Mead; 18 июля 1933 — 30 декабря 2019) — американский художник, дизайнер и футурист. Приобрел широкую известность как автор концепт-арта для научно-фантастических фильмов, таких как «Бегущий по лезвию», «Чужие» и «Трон».

## Биография
Мид родился в Минессоте, служил в армии США, проходил обучение в Art Center School в Лос-Анджелесе (ныне Художественный центр колледжа дизайна в Пасадине). После чего работал в Advanced Styling Studio, принадлежащей Ford Motor Company. Там он занимался созданием иллюстраций книг и каталогов для крупных компаний.
В 1970 году он основал собственную компанию Syd Mead, Inc. в Детройте, среди первых клиентов которой была и фирма Philips Electronics. На протяжении 1970-х и 1980-х годов его компания создавала архитектурные визуализации интерьера и экстерьера. В 1975 году Сид Мид и компания переезжают в Калифорнию, а с 1979 года Сид начинает работать с художественными фильмами, среди которых были «Звездный путь», «Бегущий по лезвию», «Трон», «2010», «Джонни мнемоник», «Короткое замыкание» и другие. Организует персональные выставки.
В 1993 году цифровая галерея, состоящая из 50 примеров его творчества, стала одним из первых СD, выпущенных в Японии.
Его театр одного актёра «Кавалькада в Алом Замке», состоящий из 114 картин и иллюстраций, был показан в Центре Искусств в Сан-Франциско осенью 1996 года.
В феврале 1998 года Сид Мид перенес свою студию в Пасадину, где он продолжал участвовать в различных дизайн-проектах.
В мае 2007 года он завершил работу над документальным фильмом о собственной карьере под названием «Визуальная футуристика».
30 декабря 2019 года Мид скончался в своём доме в возрасте 86 лет после трёх лет борьбы с лимфомой.

## Документальные фильмы о Сиде Миде
- Visual Futurist: The Art & Life of Syd Mead (2006) 107 min
- 2019: A Future Imagined (2008) 8 min

## Награды
- Сатурн, 1987. За лучшие спецэффекты в фильме «Короткое замыкание»